# 克雷冰川
78°0′S 161°12′E / 78.000°S 161.200°E
克雷冰川（英語：Creagh Glacier），是南極洲的冰川，位於維多利亞地的斯科特海岸，全長7公里，終點在獨木舟冰原島峰附近，現時由南極條約體系管理。